# ディオスベルト・リベロ
ディオスベルト・アレクサンデル・リベロ・カンティージョ（Diosbert Alexander Rivero Cantillo , 2000年5月3日 - ）は、ベネズエラ・ポルトゥゲサ州グアナレ出身のプロサッカー選手。スペイン・セグンダ・ディビシオンBのブルゴスCFに所属している。ポジションはFW。

## 来歴
2017年にベネズエラ2部リーグのジャネロス・デ・グアナレのトップチームに昇格し、9月7日の国内カップ戦コパ・ベネズエラのサモラFC戦でプロデビュー。
2019年1月1日、スペイン・セグンダ・ディビシオンのエストレマドゥーラUDと契約。テルセーラ・ディビシオン 所属のBチームに配属され、13試合3ゴールを決めた後に、2018-19シーズン終盤にトップチームに昇格。6月4日のカディスCF戦でトップチームデビュー。シーズン最終戦の同月8日のRCDマヨルカ戦で初先発を果たした。
2019年7月15日、セグンダ・ディビシオンBのブルゴスCFと4年契約を結んだ。

## 代表経歴
2018年からU-20のベネズエラ代表に招集されている。